# 島田軌道

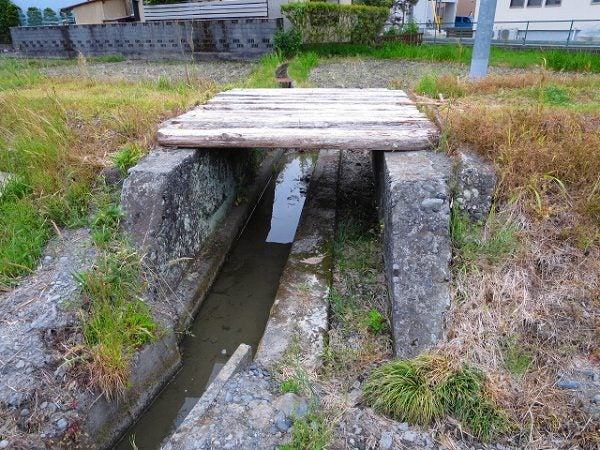
稲荷1丁目にある島田軌道の橋台跡。

島田軌道（しまだきどう）とは、かつて国鉄東海道本線の島田駅から向谷（むくや）までを結んでいた人車鉄道である。大井川上流から河運で向谷に陸揚げされた木材を輸送するために建設された。

## 路線データ
- 路線距離：島田駅（島田駅前に改称） - 向谷 2.9km
- 軌間：610mm
- 複線区間：なし（全線単線）
- 電化区間：なし（全線非電化）
- 動力：人力

## 歴史
静岡県島田宿は大井川の左岸にあり、増水による川止めにより足止めになった旅人で栄えた宿場町である。東海道本線の開通によりその役目を終えてしまったが、代わって大井川上流の豊富な森林資源が河運により向谷に陸揚げされ、島田は製材業や製紙業が発展を遂げていた。ただ人力で島田駅まで運ばれているため非効率であり対策が求められていた。
そんなとき島田駅 - 向谷間を馬車軌道により貨物輸送する計画を静岡県富士郡元吉原村鈴川在住の間野秀俊他三名が1896年7月、県に出願した。それとともに島田町長に対して町有地の貸与を願い出た。
それについて7月18日の町議会ではこの町外者に対する願い出には承認をあたえず町営により軌道を建設することを議決した。ただその後町営ではなく町内在住者達の手により1897年12月15日に株式会社の認可を受け、島田軌道が設立されることになる。島田軌道は工事を進め1898年4月13日に開業した。
それと前後して向谷では陸続と製材所が建設されていき、この産業にささえられ島田軌道は60年余り営業を続けることができた。

### 幻の大井川迂回線
1944年、米軍による空襲の激化により東海道本線も頻繁に被害を受けるようになり、早急な対策を講じる必要があった。そこで大井川鉄橋も対象となり迂回路の建設を決定した。迂回路は大井川鉄道の新金谷駅の北から東に支線をのばして大井川に木橋を架橋し、対岸の向谷から島田駅にある島田軌道の路盤を利用し1067mmの軌道を敷設するという計画を立てた。
迂回線の線路延長は島田 - 金谷間7.6km（内大井川木橋0.93km）と推定される。工事は鉄道聯隊を中心に一般人も徴用され工事は進められた。木製の橋桁が金谷側から1/4まで完成し、島田軌道においては線路の敷設も終わり蒸気機関車による試運転も行われたが、完成を見ることはなかった。その後島田軌道では元の軌道に戻された。

### 年表
- 1897年5月5日 - 島田軌道株式会社[2]に対し軌道特許状下付[3]
- 1898年4月13日 - 島田軌道開業。
- 1933年10月1日 - 島田軌道合資会社に譲渡[3]。
- 1955年 - 休止[4]。
- 1959年9月30日 - 廃止。

## 運行状況
無蓋貨車60両（1920年度）を所有しており、島田駅方面には木材や北河製品所の化学製品を輸送していた。勾配があり制動をかけながら走行していた。向谷方面には工場整備の関係用具を輸送したが、荷が少なかったので向谷地区の住民の日用雑貨なども輸送していた。貨物専業であったが、稀に乗車することもできたという。1955年頃の国道工事の資材運搬の際にはディーゼル機関車を使用したという。